# Katerina Ihorivna Kozlova
Katerina Ihorivna Kozlova (férjezett neve Katerina Baindl) (ukránul: Катерина Ігорівна Козлова), (Mikolajiv, 1994. február 20. –) ukrán hivatásos teniszezőnő.
2009-ben kezdte profi pályafutását. Egy egyéni WTA 125K Challenger tornán győzött, emellett öt egyéni és tizenhárom páros ITF-tornán végzett az első helyen. Legjobb világranglista-helyezése egyéniben a 62. hely, amit 2018. március 19-én ért el, párosban a 139. helyezés, amelyen 2012. október 22-én állt.
A Grand Slam tornákon egyéniben a legjobb eredménye a 2023-as Australian Openen elért 3. kör. Párosban 2019-ben és 2023-ban Wimbledonban, valamint a 2020-as Roland Garroson a 2. körig jutott. 2015-ben Ukrajna Fed-kupa-válogatottjának tagja volt.
2015. februárban egy doppingellenőrzés során a szervezetében a WADA doppinglistájára 2015-ben felkerült dimethylbutylamine (DMBA) stimulálószert találtak. A vizsgálat során elmondta, hogy egyetlen szemet vett be véletlenül a dimethylbutylamine-t tartalmazó étrendkiegészítőből, majd miután az összetevői között a tiltott komponenst felfedezték, másikra tértek át. A Nemzetközi Teniszszövetség az akkor 21 éves lány védekezését elfogadta, és eltiltását hat hónapra csökkentette.

## WTA döntői

### Egyéni

#### Győzelmei
| Összesítés           |                         |
| Grand Slam-torna (0) |                         |
| Tier I (0)           | Premier Mandatory* (0)  |
| Tier II (0)          | Premier Five* (0)       |
| Tier III (0)         | Premier* (0)            |
| Tier IV (0)          | International* (0)      |
| Tier V (0)           | Challenger/WTA125K* (1) |

| No. | Dátum                | Torna                            | Borítás | Ellenfél        | Eredmény | Megj. |
| --- | -------------------- | -------------------------------- | ------- | --------------- | -------- | ----- |
| –   | 2017. szeptember 10. | Talien WTA 125K Challenger, Kína | Kemény  | Vera Zvonarjova | 6–4, 6–2 |       |

#### Elveszített döntői (3)
| No. | Dátum              | Torna                         | Borítás    | Ellenfél           | Eredmény         | Megj. |       |
| --- | ------------------ | ----------------------------- | ---------- | ------------------ | ---------------- | ----- | ----- |
| 1.  | 2018. február 4.   | Taiwan Open Tajvan            | Kemény (f) | Babos Tímea        | 5–7, 1–6         |       | Megj. |
| –   | 2022. november 12. | Colina WTA 125K, Chile        | Salak      | Mayar Sherif       | 6–3, 6–7(3), 5–7 |       |       |
| 3.  | 2023. július 23.   | Budapest Grand Prix, Budapest | Salak      | Marija Tyimofejeva | 3–6, 6–3, 0–6    |       |       |

## ITF döntői

### Egyéni (5–5)
| Díjazás             |
| ------------------- |
| $100,000 torna      |
| $75,000 torna       |
| $60,000 tournaments |
| $50,000 torna       |
| $25,000 torna       |
| $15,000 torna       |
| $10,000 torna       |

| Eredmény | No. | Dátum                | Torna                                    | Borítás    | Ellenfél              | Eredmény         |
| -------- | --- | -------------------- | ---------------------------------------- | ---------- | --------------------- | ---------------- |
| Győztes  | 1.  | 2012. július 1.      | Vaihingen an der Enz, Németország        | Salak      | Florencia Molinero    | 3–6 7–5 6–4      |
| Győztes  | 2.  | 2012. augusztus 18.  | Kazany, Oroszország                      | Kemény     | Tara Moore            | 6–3 6–3          |
| Győztes  | 3.  | 2012. szeptember 17. | Shymkent, Kazahsztán                     | Kemény     | Anna Danilina         | 6–3 4–6 6–4      |
| Döntős   | 1.  | 2013. július 8.      | Isztambul, Törökország                   | Kemény     | Jelizaveta Kulicskova | 3–6 6–4 0–6      |
| Döntős   | 2.  | 2013. szeptember 16. | Batumi, Grúzia                           | Kemény     | Alekszandra Panova    | 4–6 6–0 5–7      |
| Döntős   | 3.  | 2014. június 1.      | Grado, Olaszország                       | Salak      | Gioia Barbieri        | 4–6 6–4 4–6      |
| Győztes  | 4.  | 2014. június 30.     | Versmold, Németország                    | Salak      | Richèl Hogenkamp      | 6–4, 6–7(3), 6–1 |
| Győztes  | 5.  | 2017. július 9.      | Róma, Olaszország                        | Salak      | Mariana Duque Mariño  | 7–6(6), 6–4      |
| Döntős   | 4.  | 2018. november 4.    | Toronto, Kanada                          | Kemény (f) | Quirine Lemoine       | 2–6, 3–6         |
| Döntős   | 5.  | 2022. október 30.    | Les Franqueses del Vallès, Spanyolország | Kemény     | Jasmine Paolini       | 4–6, 4–6         |

### Páros (13–8)
| Díjazás        |
| -------------- |
| $100,000 torna |
| $75,000 torna  |
| $50,000 torna  |
| $25,000 torna  |
| $15,000 torna  |
| $10,000 torna  |

| Eredmény | No. | Dátum                | Torna                              | Borítás    | Partner               | Ellenfél                                     | Eredmény            |
| -------- | --- | -------------------- | ---------------------------------- | ---------- | --------------------- | -------------------------------------------- | ------------------- |
| Döntős   | 1.  | 2009. május 25.      | Harkiv, Ukrajna                    | Salak      | Elina Szvitolina      | Kateryna Avdiyenko Maria Zharkova            | 7–6(3), 3–6, [9–11] |
| Döntős   | 2.  | 2009. október 19.    | Belek, Törökország                 | Salak      | Sofiya Kovalets       | Hanna Orlik Kateřina Vaňková                 | 3–6, 0–6            |
| Döntős   | 3.  | 2010. május 3.       | Harkiv, Ukrajna                    | Salak      | Elina Szvitolina      | Ljudmila Kicsenok Nagyija Kicsenok           | 4–6, 2–6            |
| Döntős   | 4.  | 2010. június 28.     | Pozoblanco, Spanyolország          | Salak      | Valentyina Ivahnyenko | Akiko Yonemura Tomoko Yonemura               | 4–6, 6–3, 2–6       |
| Győztes  | 5.  | 2010. július 19.     | Harkiv, Ukrajna                    | Salak      | Elina Szvitolina      | Valentyina Ivahnyenko Aljona Szotnyikova     | 6–3, 7–5            |
| Győztes  | 6.  | 2011. június 17.     | Harkiv, Ukrajna                    | Salak      | Valentyina Ivahnyenko | Melanie Klaffner Lina Stančiūtė              | 6–4, 6–3            |
| Győztes  | 7.  | 2011. július 17.     | Contrexéville, Franciaország       | Salak      | Valentyina Ivahnyenko | Erika Sema Roxane Vaisemberg                 | 2–6, 7–5, [12–10]   |
| Győztes  | 8.  | 2011. augusztus 6.   | Moszkva, Oroszország               | Salak      | Valentyina Ivahnyenko | Bulgakova Vaszilisza Anna Rapoport           | 6–3, 6–0            |
| Döntős   | 9.  | 2012. március 19.    | Moszkva, Oroszország               | Kemény (f) | Valentyina Ivahnyenko | Margarita Gaszparjan Anna Arina Marenko      | 6–3 6–7 (7) 6–10    |
| Győztes  | 10. | 2012. május 14.      | Moszkva, Oroszország               | Salak      | Valentyina Ivahnyenko | Darja Lebeseva Julia Valetova                | 6–1 6–3             |
| Győztes  | 11. | 2012. május 21.      | Asztana, Kazahsztán                | Kemény (f) | Valentyina Ivahnyenko | Diana Isaeva Ksenia Kirillova                | 6–2 6–0             |
| Győztes  | 12. | 2012. június 4.      | Qarshi, Üzbegisztán                | Kemény     | Valentyina Ivahnyenko | Veronika Kapsaj Teodora Mirčić               | 7–5 6–3             |
| Döntős   | 13. | 2012. június 11.     | Buhara, Üzbegisztán                | Kemény     | Valentyina Ivahnyenko | Ljudmila Kicsenok Nagyija Kicsenok           | 5–7, 5–7            |
| Döntős   | 14. | 2012. július 16.     | Doneck, Ukrajna                    | Kemény     | Valentyina Ivahnyenko | Ljudmila Kicsenok Nagyija Kicsenok           | 2–6, 5–7            |
| Győztes  | 15. | 2012. augusztus 13.  | Kazany, Oroszország                | Salak      | Valentyina Ivahnyenko | Ljudmila Kicsenok Nagyija Kicsenok           | 6–4 6–7 (6) [10–4]  |
| Győztes  | 16. | 2012. szeptember 17. | Shymkent, Kazahsztán               | Kemény     | Valentyina Ivahnyenko | Nigina Abduraimova Ksenia Palkina            | 6–2 6–4             |
| Győztes  | 17. | 2013. augusztus 2.   | Kazany, Oroszország                | Salak      | Valentyina Ivahnyenko | Başak Eraydın Veronika Kapsaj                | 6–4 6–1             |
| Győztes  | 18. | 2013. szeptember 16. | Batumi, Grúzia                     | Salak      | Valentyina Ivahnyenko | Christina Shakovets Alona Fomina             | 6–0 6–4             |
| Győztes  | 19. | 2014. január 25.     | Andrézieux-Bouthéon, Franciaország | Kemény (f) | Julija Bejhelzimer    | Bacsinszky Tímea Kristina Barrois            | 6–3, 3–6, [10–8]    |
| Döntős   | 20. | 2014. február 8.     | Grenoble, Franciaország            | Kemény (f) | Margarita Gaszparjan  | Sofia Shapatava Anasztaszija Vasziljeva      | 1–6 4–6             |
| Győztes  | 21. | 2014. február 22.    | Moszkva, Oroszország               | Kemény (f) | Valentyina Ivahnyenko | Veronyika Kugyermetova Szvjatlana Pirazsenka | 7–6(6), 6–4         |

## Eredményei Grand Slam-tornákon

### Egyéni
| Grand Slam | Australian Open | Australian Open   | Roland Garros  | Roland Garros      | Wimbledon      | Wimbledon           | US Open        | US Open                |
| Év         | Eredmény        | Utolsó ellenfél   | Eredmény       | Utolsó ellenfél    | Eredmény       | Utolsó ellenfél     | Eredmény       | Utolsó ellenfél        |
| 2013       | −               | −                 | Selejtező (Q1) | Selejtező (Q1)     | Selejtező (Q1) | Selejtező (Q1)      | Selejtező (Q2) | Selejtező (Q2)         |
| 2014       | −               | −                 | Selejtező (Q2) | Selejtező (Q2)     | Selejtező (Q3) | Selejtező (Q3)      | Selejtező (Q3) | Selejtező (Q3)         |
| 2015       | −               | −                 | −              | −                  | −              | −                   | 1. kör         | B Mattek-Sands         |
| 2016       | Selejtező (Q1)  | Selejtező (Q1)    | Selejtező (Q3) | Selejtező (Q3)     | 1. kör         | Agnieszka Radwańska | 1. kör         | Venus Williams         |
| 2017       | 1. kör          | Venus Williams    | 1. kör         | Leszja Curenko     | Selejtező (Q2) | Selejtező (Q2)      | 2. kör         | Anastasija Sevastova   |
| 2018       | 1. kör          | A. Pavljucsenkova | 2. kör         | Kateřina Siniaková | 1. kör         | Jennifer Brady      | 1. kör         | Lara Arruabarena       |
| 2019       | 1. kör          | Viktória Kužmová  | 2. kör         | Elina Szvitolina   | 1. kör         | Lauren Davis        | 1. kör         | Taylor Townsend        |
| 2020       | 1. kör          | Priscilla Hon     | 1. kör         | Paula Badosa       | elmaradt       | elmaradt            | 2. kör         | Petra Kvitová          |
| 2021       | −               | −                 | 1. kör         | Ajla Tomljanović   | 1. kör         | Viktorija Azaranka  | Selejtező (Q1) | Selejtező (Q1)         |
| 2022       | Selejtező (Q2)  | Selejtező (Q2)    | Selejtező (Q1) | Selejtező (Q1)     | Selejtező (Q1) | Selejtező (Q1)      | Selejtező (Q2) | Selejtező (Q2)         |
| 2023       | 3. kör          | Jeļena Ostapenko  | 1. kör         | Olga Danilović     | 1. kör         | Leylah Fernandez    | 1. kör         | AK Schmiedlová         |
| 2024       | –               | –                 | Selejtező (Q1) | Selejtező (Q1)     | 1. kör         | Laura Siegemund     | 1. kör         | Elisabetta Cocciaretto |

## Év végi világranglista-helyezései
| Év     | 2009 | 2010 | 2011 | 2012 | 2013 | 2014 | 2015 | 2016 | 2017 | 2018 | 2019 | 2020 | 2021  | 2022 | 2023 |
| Egyéni | 916. | 374. | 343. | 192. | 204. | 135. | 165. | 98.  | 86.  | 99.  | 89.  | 106. | 142.  | 138. | 99.  |
| Páros  | 782. | 326. | 243  | 141. | 281. | 227. | −    | −    | 617. | 237. | 433. | 283. | 1320. | −    | 509. |